# Nuno Teotónio Pereira
Nuno Teotónio Pereira GCIH • GCL (Lisboa, 30 de janeiro de 1922 – Lisboa, 20 de janeiro de 2016) foi um arquitecto português. 
Formou-se em Arquitectura na Escola de Belas-Artes de Lisboa. Singular arquitecto com predominância na segunda metade do século XX.

## Biografia
Nascido em Lisboa a 30 de janeiro de 1922, filho de Luís Theotónio Pereira (Lisboa, Coração de Jesus, 17 de março de 1895 – Lisboa, 13 de fevereiro de 1990), neto materno dum alemão, e de sua mulher Alice de Azevedo Gomes de Bettencourt (Porto, 31 de dezembro de 1895 – Lisboa, 11 de junho de 1957). Nuno Theotónio Pereira (que mais tarde mudou o seu nome para Nuno Teotónio Pereira) formou-se como arquitecto a 19 de abril de 1949, diplomado com 18 valores pela Escola Superior de Belas Artes de Lisboa. Colaborou no Atelier do Arq.° Carlos Ramos entre 1940 e 1943. Ainda antes de concluir o seu curso, participou, em 1948, no 1.º Congresso Nacional de Arquitectura, como arquitecto estagiário. Fez com Costa Martins a comunicação Habitação Económica e Reajustamento Social e em 1949 foi proposto para sócio do Sindicato Nacional dos Arquitectos, havendo fundado em 1952 o Movimento para a Renovação da Arte Religiosa. Entre 1948 e 1972, foi consultor de Habitações Económicas na Federação das Caixas de Previdência, havendo realizado o primeiro concurso para habitações de renda controlada. Foi presidente do Conselho Directivo Nacional da A.A.P. nos mandatos 1984/86 e 1987/89 e em 1966 foi presidente da Secção Portuguesa da U.I.A. — S.P.U.I.A. A nível internacional, foi o primeiro delegado português ao Comité do Habitat da União Internacional dos Arquitectos em Bucareste, 1966. 
Faleceu a 20 de janeiro de 2016, na sua casa de Lisboa, a poucos dias de completar 94 anos de idade, após um longo período de doença.

## Projectos e obras

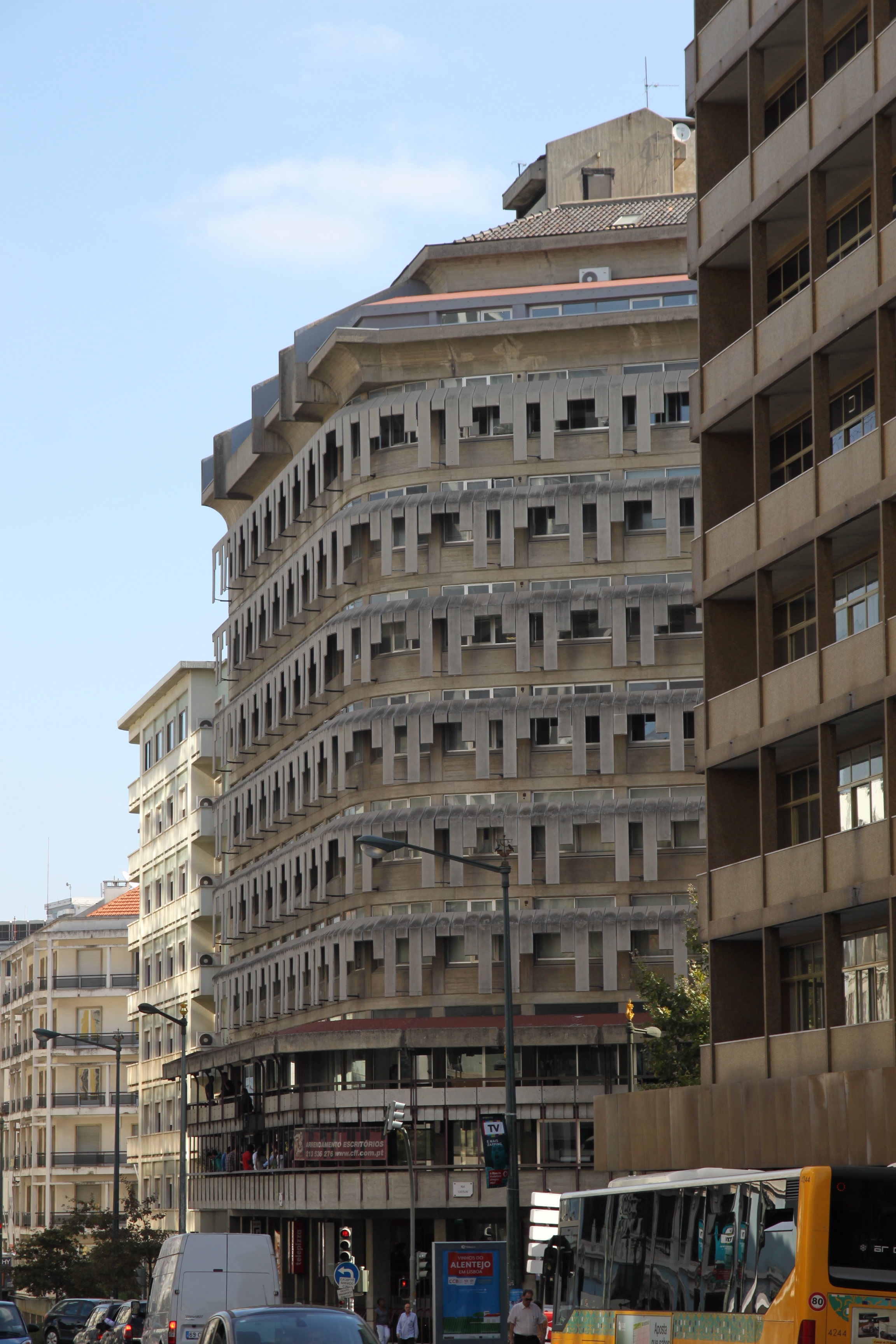
Edifício com João Braula Reis, na Rua Braamcamp, Lisboa, conhecido por Franjinhas, 1970

Ao longo da sua carreira foi condecorado por diversas vezes tendo ganho vários prémios de arquitectura: Prémio da I Exposição Gulbenkian, 1955, com o Bloco das Águas Livres; 2.º Prémio Nacional de Arquitectura da Fundação Gulbenkian, 1961. Prémio AICA de 1985. Prémios Valmor de 1967, 1971, 1975, respectivamente com a Torre de Habitação nos Olivais Norte, o Edifício Franjinhas na Rua Braamcamp e a Igreja do Sagrado Coração de Jesus. Obteve ainda as Menções Honrosas de 1987 e 1988, com o edifício ao n.º 18 na Rua Diogo Silves, e os edifícios aos números 31 a 45 na Rua Gonçalo Nunes, ambos no Restelo. Prémio I.N.H. de Promoção Municipal 1992, com o empreendimento de 144 fogos em Laveiras, Oeiras. Prémio Espiga de Ouro da Câmara Municipal de Beja, 1993 e Prémio Municipal Eugénio dos Santos da CML, 1995. Foi membro honorário da Ordem dos Arquitectos desde Novembro de 1994, e Doutor Honoris Causa pela Faculdade de Arquitectura da Universidade do Porto em 2003  e Doutor Honoris Causa, pela Faculdade de Arquitectura da Universidade de Lisboa em 2005.
Entre os seus projectos de arquitectura destacam-se: 
- Edifício de habitação na Rua General Silva Freire, números 55 a 55 A (Olivais Norte), em Lisboa (com António Pinto Freitas) — Prémio Valmor, 1967.
- Edifícios de habitação de renda económica, na Avenida da Liberdade, na freguesia de São José de São Lázaro, em Braga 1947.
- Edifício de escritórios e comércio na Rua Braamcamp n.º 9, em Lisboa (conhecido por Edifício Franjinhas) (com João Braula Reis) — Prémio Valmor, 1971.
- Igreja do Sagrado Coração de Jesus (com Nuno Portas) — Prémio Valmor, 1975.
- Bloco das Águas Livres em Lisboa (com Bartolomeu Costa Cabral), 1956.
- Igreja Nova de Almada — «Igreja de Nossa Senhora da Assunção»,

## Reconhecimento e Homenagens
Foi agraciado com a Grã-Cruz da Ordem da Liberdade a 9 de junho de 1995 e com a Grã-Cruz da Ordem do Infante D. Henrique a 4 de outubro de 2004.
Recebeu a Medalha de Ouro de Mérito Municipal de Lisboa.
Em 2012 recebeu o Prémio Árvore da Vida.
Em abril de 2015, Nuno Teotónio Pereira foi distinguido com o Prémio Universidade de Lisboa 2015 pelo exercício “brilhante” na área da Arquitectura e como “figura ética”.
A propósito do seu centenário foi criado um site, em 2022, com vista a dar a conhecer o seu trabalho e promover a investigação em torno da sua obra e a época em que viveu. Este projecto teve, para além do apoio da familia, o apoio da Fundação Gulbenkian e de várias figuras portuguesas, nomeadamente: a arquitecta e politica Helena Roseta, o geógrafo João Ferrão, o músico Júlio Pereira, Natércia Coimbra e o arquitecto Victor Mestre. 

## Percurso Político
Foi figura de destaque nos chamados Católicos Progressistas que demonstrava uma revolta em relação as posições da Igreja Católica desde os primeiros anos da década de 60 e até ao 25 de Abril de 1974.
Envolveu-se na fundação da cooperativa Pragma (1964), nas vigílias pela paz (igreja de S. Domingos, 1969, e capela do Rato, 1972), nos cadernos GEDOC (1969), na Comissão Nacional de Socorro aos Presos Políticos (1970) e no Boletim Anti-Colonial (1972).
Também se apresentou como candidato pelo Movimento Democrático Português / Comissão Democrática Eleitoral ao distrito de Portalegre nas eleições legislativas de 1969.
Foi detido pela DGS em maio de 1970, junto com os padres José da Felicidade Alves e Abílio Tavares Cardoso, e Manuel de Azevedo Mendes Mourão, por causa do envolvimento com o movimento GEDOC e em finais de 1973, quando ficou em Caxias até ao 25 de Abril 1974.
Após o 25 de Abril, Nuno Teotónio Pereira foi um dos oradores do comício do Primeiro de Maio de 1974, em Lisboa.
Além disso, foi candidato à presidência da Câmara Municipal de Lisboa, pelo GDUP, uma aliança entre a UDP e o MES, criados para apoiar a candidatura de Otelo Saraiva de Carvalho nas eleições presidenciais de 1976. Nesses eleições obteve 4,89% mas não conseguiu eleger nenhum vereador.